# باران (استان اشوی‌داشکسیه)
باران (به لهستانی: Baran) یک منطقهٔ مسکونی در لهستان است که در گمینا منگوو واقع شده‌است. باران ۸۹ نفر جمعیت دارد.